# Saison 10 de Shameless
 (février 2020).
Si vous disposez d'ouvrages ou d'articles de référence ou si vous connaissez des sites web de qualité traitant du thème abordé ici, merci de compléter l'article en donnant les références utiles à sa vérifiabilité et en les liant à la section « Notes et références ».
Chronologie
Saison 9 Saison 11
Cet article présente le guide des épisodes de la dixième saison de la série télévisée américaine Shameless.

## Synopsis
Fiona ayant déserté pour vivre sa meilleure vie loin du Southside, le foyer familial s'offre une refonte complète. Trésorière attitrée de la fratrie, Debbie enfile sa casquette de leadeuse et s'efforce d'organiser toute la maisonnée. En parallèle, Lip devient enfin papa d'un petit Fred, Ian est toujours sous les verrous, Carl a bouclé son service militaire et Liam, lui, veut renouer avec ses racines afro-américaines.

## Distribution

### Acteurs principaux
- William H. Macy (VF : Julien Kramer) : Francis « Franck » Gallagher
- Jeremy Allen White (VF : Thierry D'Armor) : Phillip « Lip » Gallagher
- Cameron Monaghan (VF : Rémi Caillebot) : Ian Gallagher
- Emma Kenney (VF : Kelly Marot) : Deborah « Debbie » Gallagher
- Ethan Cutkosky (VF : Lionel Cecilio) : Carl Gallagher
- Christian Isaiah : Liam Gallagher
- Shanola Hampton (VF : Ilana Castro) : Veronica « Vee » Fisher
- Steve Howey (VF : Olivier Augrond) : Kevin « Kev » Ball
- Kate Miner (VF : Cindy Tempez) : Tami
- Noel Fisher (VF : Benjamin Gasquet) : Mickey Milkovich

### Acteurs récurrents et invités
- Michael Patrick McGill (VF : Jean-François Aupied) : Tommy
- Jim Hoffmaster (VF : Michel Ruhl) : Kermit
- Dennis Cockrum (VF : Éric Peter) : Terry Milkovich
- Scott Michael Campbell (VF : Fred Colas) : Brad
- Melissa Paladino : Cami
- Juliette Angelo : Geneva
- Jess Gabor : Kelly Keefe
- Luis Guzmán : Mikey O'Shea
- Sarah Colonna : Lori
- Alison Jaye : Julia Nicolo
- Elise Eberle : Sandy Milkovich
- Chelsea Rendon : Anne Gonzalez
- Elizabeth Rodriguez (VF : Marion Dumas) Faye Donahue
- Constance Zimmer : Claudia Nicolo

## Liste des épisodes

### Épisode 1:Gallagher, encore et pour toujours!
- États-Unis /  Canada : 10 novembre 2019 sur Showtime

### Épisode 2:Demain nous appartient
- États-Unis /  Canada : 17 novembre 2019 sur Showtime

### Épisode 3:Quelle Amérique?
- États-Unis /  Canada : 24 novembre 2019 sur Showtime

### Épisode 4:Un vrai des quartiers sud
- États-Unis /  Canada : 1er décembre 2019 sur Showtime

### Épisode 5:Sparky
- États-Unis /  Canada : 8 décembre 2019 sur Showtime

### Épisode 6:Adieu gringo
- États-Unis /  Canada : 15 décembre 2019 sur Showtime

### Épisode 7:Carl, citoyen modèle
- États-Unis /  Canada : 22 décembre 2019 sur Showtime

### Épisode 8:Debbie pourrait bien être une prostituée
- États-Unis /  Canada : 29 décembre 2019 sur Showtime

### Épisode 9:Overdose de sentiments
- États-Unis /  Canada : 5 janvier 2020 sur Showtime

### Épisode 10:Vous quittez l'Illinois
- États-Unis /  Canada : 12 janvier 2020 sur Showtime

### Épisode 11:Double jeu
- États-Unis /  Canada : 19 janvier 2020 sur Showtime

### Épisode 12:Gallavitch
- États-Unis /  Canada : 26 janvier 2020 sur Showtime